# Нородом Ранаріт
Нородом Ранаріт (кхмер. នរោត្តម រណឫទ្ធិ; 2 січня 1944 — 28 листопада 2021) — камбоджійський принц, державний і політичний діяч, прем'єр-міністр країни від вересня 1993 до липня 1997 року. Син короля Нородома Сіанука, єдинокровний брат короля Нородома Сіамоні. Був відсторонений від влади в результаті фактичного державного перевороту, вчиненого Хун Сеном. Голова Національної асамблеї Камбоджі в 1998-2006 роках. Лідер монархічної партії ФУНСІНПЕК. Член Верховної таємної ради при королі Камбоджі.

## Життєпис

### Ранні роки
Був сином короля Нородома Сіанука. За кілька років після його народження його мати, балерина Пхат Канхол, розлучилася з чоловіком. У дитинстві Нородом Ранаріт був дещо дистанційований від батька й перебував під переважним впливом діда Нородом Сурамаріта, бабусі Сісават Коссамак і тітки Нородом Кетканья.
Первинну освіту здобував в елітних школах Камбоджі. Мав намір стати лікарем, утім Сісават Коссамак переконала його обрати фах юриста. Від 1958 року навчався у Марселі, 1961 року вступив до Паризького університету, а 1962 — до Університету Провансу. 1969 року здобув ступінь магістра публічного права.

### Збройна боротьба
У січні 1970 року Нородом Ранаріт повернувся на батьківщину, де вступив на державну службу секретарем міністерства внутрішніх справ. Республіканський переворот Лон Нола 18 березня 1970 року змусив Ранаріта долучитись до партизанського руху й піти у джунглі. Брав участь у збройній боротьбі проти Кхмерської Республіки. 1971 року потрапив у полон і був ув'язнений. Після звільнення 1973 року виїхав до Франції.
1974 року захистив докторську дисертацію та працював доцентом в Університеті Провансу. Спеціалізувався на конституційному праві та політичній соціології.
17 квітня 1975 року Кхмерська Республіка була ліквідована червоними кхмерами. Було встановлено режим Пол Пота. За часів геноциду, серед інших, загинуло й кілька членів королівської родини. Однак після повалення Демократичної Кампучії в'єтнамською інтервенцією Нородом Сіанук пішов на союз із полпотівцями та республіканцями у спільній боротьбі проти в'єтнамської окупації та влади НРК.
Первинно Нородом Ранаріт відмовлявся від співпраці з «червоними кхмерами», проте 1983 року надав свою згоду. Він облишив викладацьку діяльність у Франції, прибув до Бангкока й очолив там представництво сианукістської партії ФУНСІНПЕК. Брав участь у діяльності Коаліційного уряду Демократичної Кампучії, був офіційним головнокомандувачем Національної армії сіанукістів (ANS), хоча реальне військове керівництво здійснював генерал Теап Бен.
Від 1989 року Нородом Ранаріт став генеральним секретарем ФУНСІНПЕК. Він брав активну участь у міжнародній мирній конференції та виробленні Паризьких угод 1991 року, що завершили збройний конфлікт із В'єтнамом.

### Перший прем'єр-міністр

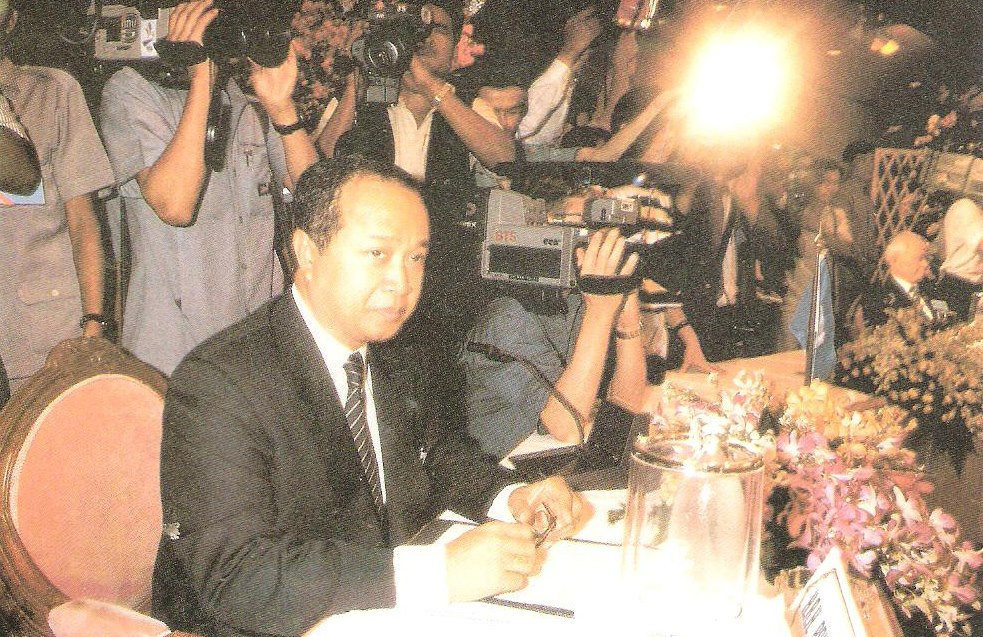
Нородом Ранаріт на зустрічі з журналістами. 1993 рік

У 1992—1993 роках Нородом Ранаріт очолював ФУНСІНПЕК під час підготовки до багатопартійних виборів до Національної асамблеї. Він гостро конфліктував з урядовою Народною партією через напади на активістів ФУНСІНПЕК. За результатами виборів, що відбулись у травні 1993 року ФУНСІНПЕК здобув найбільшу кількість голосів виборців, значно випередивши НПК. Після пеермовин Гун Сена й Чеа Сіма з Нородом Сіануком було ухвалено рішення про формування коаліційного уряду. Нородом Ранаріт не підтримував той проєкт, але був змушений прийняти його під загрозою громадянської війни. За наполяганням Гун Сена керівництво урядом було розділено. Нородом Ранаріт від ФУНСІНПЕК призначався першим прем'єр-міністром, Гун Сен від НПК — другим прем'єр-міністром.
2 липня 1993 року Нородом Ранаріт зайняв пост першого прем'єр-міністра. Главою держави був його батько. 24 вересня того ж року було відновлено монархію, на чолі якої залишився король Нородом Сіанук. Ранаріт зберіг пост співголови уряду й у реставрованій монархії.
Стосунки між двома прем'єр-міністрами (Гун Сен був номінально «всиновлений» королем і став названим братом Ранаріта) складались суперечливо. Вони налагодили службову взаємодію, втім залишались політичними противниками та конкурували за владу. При цьому більший владний потенціал мав Гун Сен, який спирався на державний апарат і силові структури, що збереглись від НРК.
Нородом Ранаріт орієнтувався на соціально-політичні системи Сінгапура, Малайзії й Індонезії — ринкова економіка за державного дирижизму, жорсткий політичний режим за формально багатопартійної системи. Гун Сену, незважаючи на поступки й демократичні декларації, ближчою була однопартійна система й економічний державний контроль в'єтнамського чи китайського типу. Такі суперечності первинно нівелювались наявністю спільного противника — міністра фінансів Сам Рейнсі, націонал-ліберального популіста. У жовтні 1994 року Сам Рейнсі був усунутий від міністерської посади, виключений з ФУНСІНПЕК, після чого він перейшов в опозицію. Між ним і Ранарітом склались ворожі відносини. Сам Рейнсі звинувачував першого прем'єр-міністра в поступках колишнім комуністам НПК та в корупційних оборудках.
На посту першого прем'єр-міністра Нородом Ранаріт очолював урядову Раду з розвитку. Він активно займався залученням інвестицій і розвитком інфраструктури. Він налагодив тісний контакт з прем'єр-міністром Малайзії Махатхіром Мохамадом і прем'єр-міністром Сінгапуру Го Чок Тонгом. Були ініційовані спільні проєкти будівництва електростанцій, мережі АЗС, гоночного треку, курорту. Особлива увага приділялась створенню фінансово-інвестиційної та курортної зони в Сіануквілі. Відносини з Таїландом ускладнювались використанням таїландської території повстанським рухом «червоних кхмерів» та економічними суперечностями у царині лісозаготівлі в прикордонній зоні.

### Усунення від влади
Від початку 1996 року різко загострились конфлікти між Нородомом Ранарітом і Гун Сеном. Формальним приводом стало рішення останнього відновити як державне свято 7 січня — день вступу в'єтнамських військ у Пномпень 1979 року (День перемоги над геноцидом в інтерпретації НРК). На закритому засіданні члени керівництва ФУНСІНПЕК звинуватили Гун Сена в монополізації влади, а Ранаріта критикували за поступливість.
Наступний конфлікт зав'язався навесні 1996 року, коли Ранаріт звинуватив Гун Сена у свідомому гальмуванні інвестиційного проєкту в Сіануквілі. Два прем'єр-міністра звинувачували один одного в таємній змові з «червоними кхмерами». Обидва вони дійсно виходили на зв'язок з лідерами полпотівського руху, щоб використати їхній потенціал у власному протистоянні. 1996 року Гун Сен домігся амністії для Єнг Сарі та надав ейому мандат на управління містом Пайлін. Нородом Ранаріт розраховував провести власні перемовини з Єнг Сарі, втім його бойовики з DNUM пообіцяли збити його вертоліт.
На з'їзді ФУНСІНПЕК у березня 1996 року Нородом Ранаріт публічно заявив про конфронтацію з другим прем'єр-міністром. Зі свого боку, Гун Сен образливо висловлювався про Ранаріта. Ситуацію спробував урегулювати король, але Гун Сен зайняв жорстко конфронтаційну позицію.
27 січня 1997 року було створено Національний об'єднаний фронт (NUF) під керівництвом принца Ранаріта. Він заявив про наміри виступити проти НПК на майбутніх виборах і звинуватив Гун Сена у планах реставрації комуністичного режиму. Ранаріт установив зв'язок з Кхіеу Сампханом. 21 травня 1997 року останній оголосив, що Кхмерська партія національної солідарності — політична структура «червоних кхмерів» — приєднається до NUF. Це дало Гун Сену черговий вагомий привід звинуватити Ранаріта у зв'язках з полпотівцями.
9 червня 1997 року в Сіануквілі було виявлено вантаж зброї, призначений для формувань Ранаріта. Невдовзі Кхіеу Сампхан закликав на радіо до спільної збройної боротьби проти Гун Сена. Силова сутичка між двома прем'єр-міністрами стала питанням часу. 3 липня 1997 року охоронці Ранаріта у Пномпені були роззброєні військами Гун Сена. Наступного дня Нородом Ранаріт вирушив у зарубіжне турне.
5 липня у Пномпені почались бої між «особистою гвардією» Гун Сена на чолі з Гок Лунді й формуваннями ФУНСІНПЕК. Перемогу здобув Гун Сен: партійні об'єкти ФУНСІНПЕК були захоплені, понад 40 функціонерів, у тому числі й генеральний секретар Го Сок, убиті.
9 липня 1997 року Нородом Ранаріт був оголошений державним злочинцем й усунутий від посади першого прем'єр-міністра. Його місце зайняв Унг Хуот, втім урядова влада зосередилась у руках Гун Сена. Розрізнені сутички тривали до лютого 1998 року, причому бійці ФУНСІНПЕК у низці випадків діяли спільно з «червоними кхмерами». Однак результат сутичок було вирішено вже на початку липня.
Нородом Ранаріт провів кілька зустрічей на Філіппінах, у Сінгапурі й Індонезії, прагнучи заручитись підтримкою впливових політиків Південно-Східної Азії. Однак лідери країн АСЕАН фактично визнали переворот Гун Сена. Король Сіанук, який спочатку протестував і погрожував зреченням, також був змушений змиритись.
У березні 1998 року відбувся військовий суд, на якому Нородом Ранаріта було заочно засуджено до 35 років в'язниці за звинуваченнями в антидержавній змові, зв'язках з «червоними кхмерами» та контрабанді зброї. Однак вирок був анульований королівським помилуванням — єдиною допомогою, що її зміг надати Сіанук своєму сину.

### Голова парламенту
За кілька днів Ранаріт повернувся до Камбоджі й очолив передвиборчу кампанію ФУНСІНПЕК. Однак на виборах 26 липня 1998 року перемогу здобула НПК.
У серпні 1998 року Нородом Ранаріт і Сам Рейнсі організували вуличні протиурядові протести. У відповідь уряд Гун Сена заборонив мітинги й демонстрації. Обстановка загрожувала повторним кровопролиттям. Посередником став король, який запросив Гун Сена, Ранаріта і Сам Рейнсі на перемовини до Сіємреапа 24 вересня 1998 року (п'ята річниця реставрації монархії). Однак того дня кортеж Гун Сена був обстріляний з гранатомета. В організації замаху — під час якого ніхто не постраждав — влада звинуватила Ранаріта і Сам Рейнсі. Обом довелось тимчасово переїхати в Бангкок.
12 листопада 1998 року Нородом Ранаріт знову повернувся на батьківщину. За посередництва Сіанука він провів перемовини з Гун Сеном і Чеа Сімом. Було досягнуто компромісу, в результаті якого Нородом Ранаріт став головою Національної асамблеї. Одночасно було засновано Сенат Камбоджі — саме на той випадок, якщо під головуванням Ранаріта нижня палата камбоджійського парламенту заблокує урядові законопроєкти.
На посту голови нижньої палати парламенту Нородом Ранаріт займав ще більш помірковані позиції, ніж раніше в уряді. Він співпрацював з Гун Сеном у процесі інтеграції загонів ФУНСІНПЕК до Збройних сил Камбоджі (фактичне роззброєння партії), демонстративно зустрічався з в'єтнамськими політиками, називав НПК «вічним партнером» ФУНСІНПЕК. Це спричинило різку критику з боку Партії Сам Рейнсі й радикального крила монархістів. Поширились чутки про підкуп принца Ранаріта з боку НПК.
Вибори 2003 року окреслили подальше падіння популярності ФУНСІНПЕК. Первинно Ранаріт, як і Сам Рейнсі, звинуватив НПК у фальсифікаціях і залякуванні виборців. Однак 2004 року Ранаріт запропонував Гун Сену створити коаліційний уряд НПК-ФУНСІНПЕК. Прем'єр пристав на ту пропозицію. В результаті опозиційний блок розпався, а Ранаріт зберіг посаду голови Національних зборів і після зречення короля Сіанука.
2 березня 2006 року Національна асамблея ухвалила поправку до конституції, відповідно до якої для вотуму довіри уряду стало достатньо простої більшості голосів (а не двох третин, як раніше). Після цього НПК вже не потребувала союзу з ФУНСІНПЕК. Представники ФУНСІНПЕК були негайно виведені з уряду Гун Сена. Ранаріту залишалось тільки протестувати. 14 березня 2006 року Нородом Ранаріт подав у відставку з посту спікера та виїхав до Франції.

### Вихід з партії
18 вересня 2006 року з'їзд ФУНСІНПЕК усунув Ранаріта від посади голови партії. Новим її керівником став дипломат Кео Пут Расмей, чоловік принцеси Нородом Арун Расмей, зведеної сестри Ранаріта. Вирішального впливу в партії набув колишній польовий командир ANS Нхек Бун Чхай. У подальшому і Нхек Бун Чхай, і Нородом Арун Расмей займали у ФУНСІНПЕК пост голови партії.
Нородом Ранаріт був звинувачений у привласненні 3,6 мільйонів доларів від продажу штаб-квартири у французькому посольстві. Його позбавили депутатського мандату від ФУНСІНПЕК. У березні 2007 року пномпеньський суд визнав Ранаріта винним у розтраті прибутку від продажу приміщення й засудив до 18 місяців ув'язнення. Ранаріт був змушений емігрувати до Малайзії.
Залишивши ФУНСІНПЕК, Нородом Ранаріт започаткував партію свого імені та керував нею з-за кордону. Партія Нородома Ранаріта виступала з традиційних націоналістичних позицій. В листопаді 2007 року Ранаріт запропонував Партії Сам Рейнсі та Партії прав людини створити передвиборчий блок, але Сам Рейнсі відхилив таку ініціативу. За результатами виборів 2008 року Партія Нородома Ранаріта виборола два місця в Національній асамблеї.
У вересні 2008 року принц Нородом Ранаріт отримав помилування від короля Нородома Сіамоні й повернувся до Камбоджі. Він заявив, що йде з політики та висловив підтримку уряду Гун Сена. Після цього займався доброчинністю та брав участь у заходах королівської родини.

### Подальша діяльність
Від кінця 2010 року керівництво ФУНСІНПЕК на чолі з Нхек Бун Чхаєм почало знову налагоджувати стосунки з Нородомом Ранарітом. Принц дав зрозуміти, що готовий повернутись у політику. У травні 2012 року було досягнуто угоди про злиття Партії Нородома Ранаріта з ФУНСІНПЕК. Угоду підписали Нородом Ранаріт і Нхек Бун Чхай, на церемонії підписання був присутній Гун Сен. Утім за місяць домовленість було анульовано, й Ранаріт повторно оголосив про вихід з політики. Нхек Бун Чхай звинувачував Ранаріта у привласненні коштів від продажу партійного вертольоту.
Менш ніж за два роки Нородом Ранаріт знову відновив свою політичну діяльність. У березні 2014 року він заснував Товариство роялістської народної партії. При цьому Ранаріт підкреслював, що відмовяється від опозиційності та має намір співпрацювати з урядовою НПК.
Сам Рейнсі засудив такі дії, назвавши їх спробою розколоти опозицію. Кем Сокха заявив про незацікавленість опозиції в поверненні принца до политики. У відповідь Ранаріт звинуватив Сам Рейнсі в таємному республіканізмі.

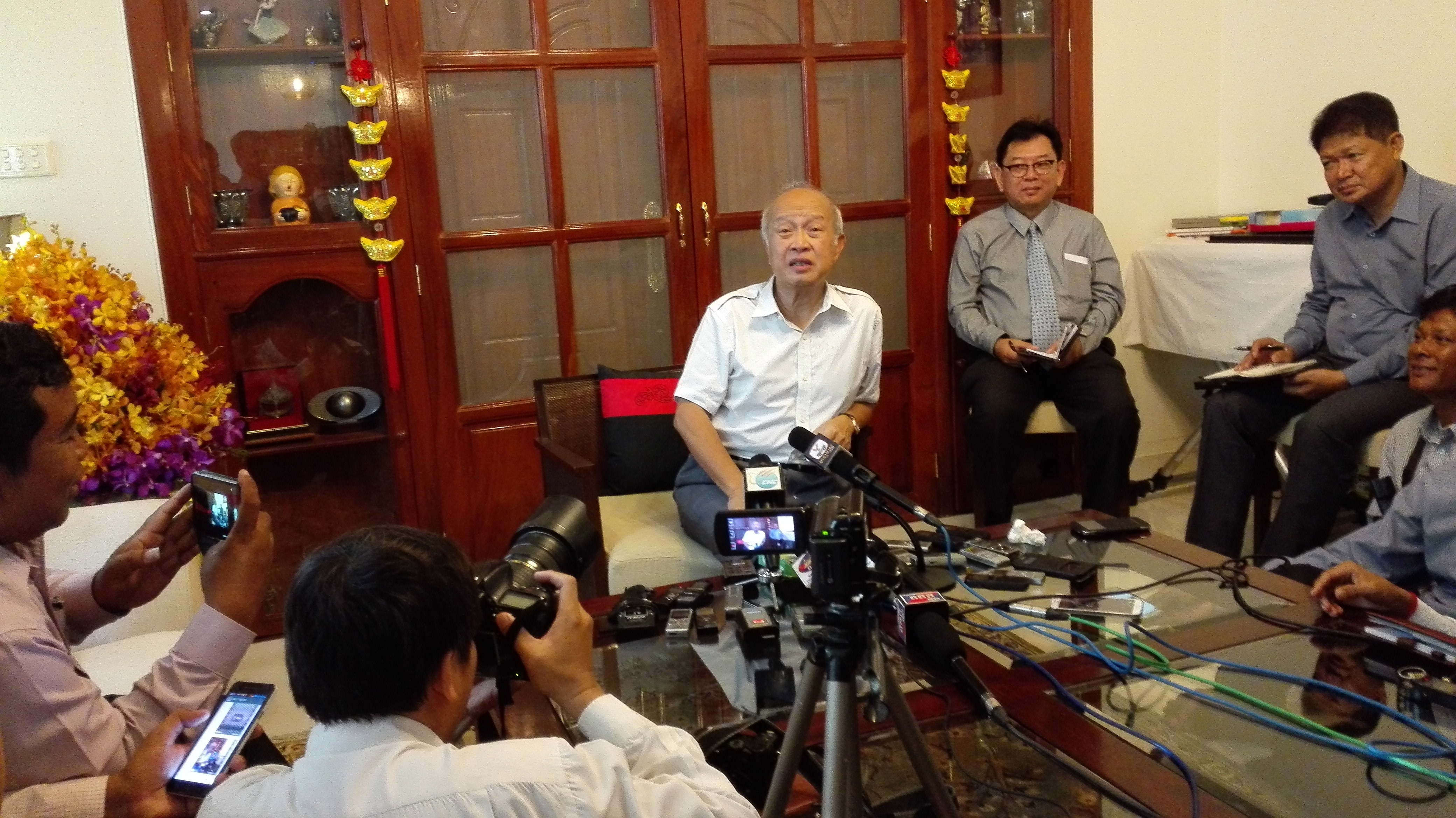
Нородом Ранаріт оголошує про повернення до лав ФУНСІНПЕК (2015)

У січні 2015 року Нородом Ранаріт повернувся до ФУНСІНПЕК та був обраний головою партії. Такий крок схвалив Гун Сен, який, на думку аналітиків, розраховував протиставити підконтрольний ФУНСІНПЕК реально опозиційній Партії національного порятунку Камбоджі.
Віце-головами первинно стали Нхек Бун Чхай і Нородом Арун Расмей. Втім уже в березні 2015 року остання подала у відставку з партійного посту. В лютому 2016 року Нхек Бун Чхай оголосив про свій вихід з ФУНСІНПЕК і створення нової націоналістичної партії через незгоду з політикою Ранаріта.
ФУНСІНПЕК позиціонується як партія камбоджійської монархічної традиції. В той же час влада категорично забороняє використовувати образ короля в партійній політиці (Нородом Ранаріт був попереджений, що у разі таких спроб втратить титул принца). Стосовно НПК й уряду Гун Сена виявляється цілковита лояльність. Ранаріт неодноразово виступав з вихваляннями прем'єр-міністра, за що отримав прізвисько «рупор Гун Сена».
Серйозного впливу в суспільстві сучасний ФУНСІНПЕК не має, парламентського представництва партія також не має.

## Особа
Від 1993 року Нородом Ранаріт має титул самдек кром преах (кхмер. សម្ដេចក្រុមព្រះ) — верховний старший принц. Нагороджений кількома королівськими орденами. Від грудня 2008 року є головою Верховної таємної ради при королі Нородом Сіамоні.
У 1993 та 2001 роках обговорювався варіант спадкування престолу Ранарітом. Однак королівська родина й політичні авторитети Камбоджі віддали перевагу Нородом Сіамоні як набагато менш політизованій і неконфліктній фігурі.
Нородом Ранаріт має, поряд із камбоджійським, французьке громадянство. Вільно володіє французькою й англійською мовами. Захоплюється музикою та кінематографією. Він відомий зовнішньою схожістю зі своїм батьком і цілеспрямовано підтримує її для збереження іміджу.

## Особисте життя
Впродовж 42 років Нородом Ранаріт був одружений з принцесою Нородом Марі Ранаріт (уроджена Єнг Марі), дочкою чиновника міністерства закордонних справ. У 1993—1997 роках вона була першою леді Камбоджі, у 1994—1998 очолювала камбоджійський Червоний хрест. Брала участь в офіційних міжнародних контактах, 1995 року виступала на IV Всесвітній жіночій конференції в Пекіні. У шлюбі Нородом Ранаріт і Нородом Марі мали трьох дітей.
2006 року стало відомо про зв'язок Нородома Ранаріта з акторкою і танцівницею королівського походження Оук Пхалла. Нородом Марі подала на розлучення, звинувативши чоловіка у зраді. Процедура розлучення тривала кілька років. 2010 Нородом Ранаріт оформив стосунки з Оук Пхалла. Подружжя має двох дітей, один з яких народився до офіційного укладення шлюбу.
25 квітня 2015 року в Таїланді сталась серйозна дорожньо-транспортна пригода — в автомобіль Нородома Ранаріта врізалась вантажівка. Оук Пхалла, яка перебувала в авто з чоловіком, зазнала серйозної травми.
17 червня 2018 року пара знову потрапила в ДТП — того разу в автомобіль принца врізався екіпаж таксі, що їхав назустріч. Від отриманих поранень Оук Пхалла померла.